# Данктонский лес («Duncton Wood»)
Данктонский лес (англ. Duncton Wood) — первая книга автора Уильяма Хорвуда, написанная в 1980 году. Это первый из шести романов фэнтезийного цикла «Данктонский лес». В России роман был издан двумя книгами под названием «Летнее солнцестояние» и «Брекен и Ребекка».
«Данктонский лес» — роман о приключениях кротов в сельской местности Великобритании. Книга рассказывает о древней общине кротов имеющих свою историю, традиции, письменность, медицину.
Это добрая и грустная история повествует о приключениях, поисках и борьбе за выживание кротов Брекена и Ребекки, их сына и друзей, летописце Босвелле, тиране Мандрейке и коварном Руне. Приключения героев происходят в мире, полном предательства, борьбы и опасностей.
Главная тема книги это трогательная истории любви Брэкена и Ребекки. История испытаний, с которыми они должны столкнуться и преодолеть, чтобы быть вместе..
Другая тема книги это описание своеобразной религии кротов, основанное на мегалитах и каменных кругах Британии.
Действие романа в основном происходит вокруг мегалитов Avebury и Rollright. При этом лес, изображенный в книге является вымышленным. Автор взял за его основу сельскую местность близ Оксфорда, где он жил, когда писал книгу.
В течение повествования кроты путешествуют. Например, из Данктонского леса, в Оксфорде до горы Моэль Сиабод в северном Уэльсе и обратно. Кроме того сообщества кротов воюют, пишут книги, устраивают заговоры и ведут политическую борьбу.

## Издания
- 1980 Country Life Books ISBN 0600367940
- 1980 Book Club Associates (London)
- 1980 McGraw-Hill ISBN 0070304343
- 1981 (September) Hamlyn ISBN 0600204340
- 1981 (January) Ballantine Books ISBN 0345291131
- 1983 (December) Ballantine Books ISBN 034531770X
- 1985 (July) Arrow Books
- 1986 (July) Ballantine Books ISBN 0345341899
- 1989 (July) Arrow Books ISBN 0099443007
- 1990 (June) Arrow Books ISBN 0099443007
- 1997 Издательство Азбука ISBN 978-5-7684-0281-5